# 特佩萨拉

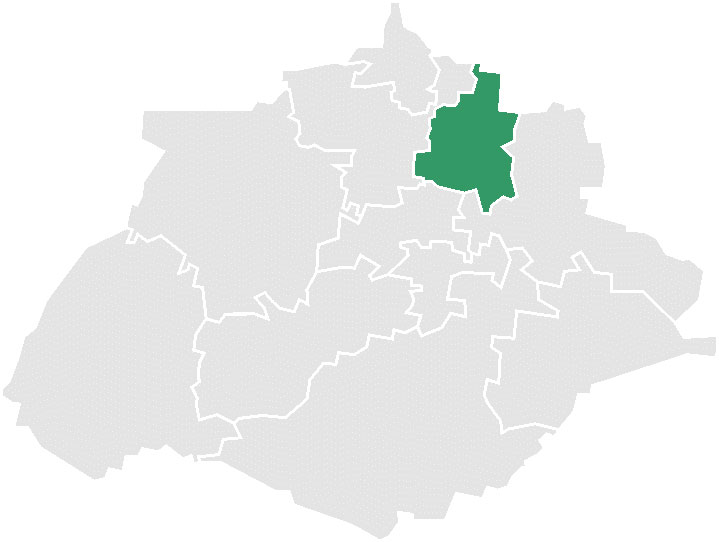
特佩萨拉及周边地区所在的位置

特佩萨拉（西班牙語：Tepezalá），是墨西哥阿瓜斯卡连特斯州的一个城镇，为特佩萨拉自治市的行政中心。该地总人口17,372(2005)。该镇以矿业知名。特佩萨拉所在的经纬度为22°13′N 102°10′W 。平均海拔约2,100米。